# Kadriddin Aslonow
Kadriddin Aslonowicz Aslonow (tadż. Қадриддин Аслонович Аслонов; ur. 29 maja 1947 w rejonie Garm, zm. w listopadzie 1992 w Kurgonteppie) – tadżycki i radziecki polityk, przewodniczący Rady Najwyższej Tadżyckiej SRR w latach 1990–1991.
W 1969 ukończył Tadżycki Instytut Rolniczy i został brygadzistą mechaników w kołchozie, Drugi a później pierwszy sekretarz rejonowego komitetu Komunistycznej Partii Tadżykistanu (KPT) w Kołchozabadzie (obecnie Wose). 1973–1983 prezes Obwodowego Towarzystwa dla Wsparcia Produkcyjno-Technicznego Gospodarstw Rolnych w Kurgonteppie. 1983–1988 I sekretarz Komitetu Rejonowego KPT w Pandż, 1988–1989 I zastępca Państwowego Komitetu Rolniczego Tadżykistanu. W 1990 I zastępca przewodniczącego Rady Najwyższej Tadżyckiej SRR, od 30 listopada 1990 do 23 września 1991 przewodniczący Rady Najwyższej Tadżyckiej SRR. Podczas zajmowania tego stanowiska podpisał dekret o niepodległości Tadżykistanu i dekret zakazujący działalności Komunistycznej Partii Tadżykistanu i nakazujący nacjonalizację jej lokali i majątku. Deputowany do Rady Najwyższej Tadżykistanu 12 kadencji. We wrześniu 1991 krótko pełnił obowiązki prezydenta Tadżykistanu; na tym stanowisku pod naciskiem opozycji antykomunistycznej podpisał rozkaz zdemontowania pomnika Lenina w Duszanbe, w związku z czym 23 września zwolennicy partii komunistycznej zorganizowali wiec protestacyjny. Sesja nowo powołanego parlamentu Tadżykistanu podjęła decyzję o unieważnieniu dekretów zakazujących działalności partii komunistycznej i nacjonalizujących jej majątek oraz zaniechaniu demontażu pomnika Lenina. Kadriddin Aslonow był odznaczony Orderem Znak Honoru.